# اسدیه
اسدیه شهری در استان خراسان جنوبی و مرکز شهرستان درمیان است.

## جمعیت
بر پایه سرشماری عمومی نفوس و مسکن در سال ۱۳۹۵ جمعیت این شهر ۵٬۴۶۰ نفر (در ۱٬۳۸۳ خانوار) بوده‌است.